# Cottische Alpen

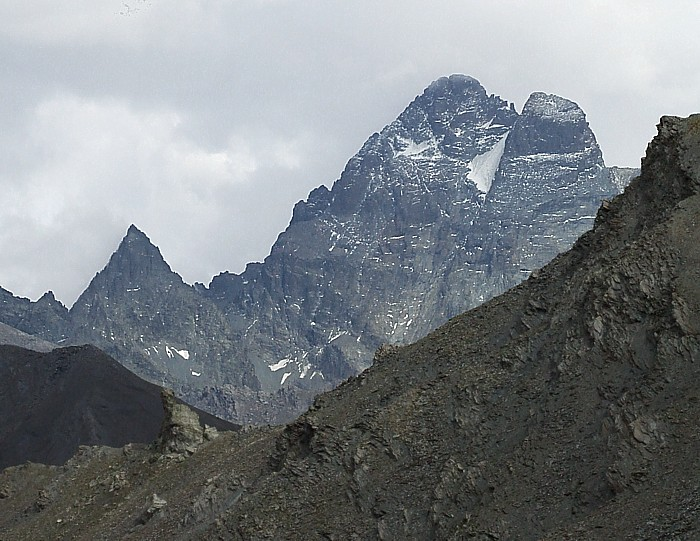
Monviso en Visolotto

De Cottische Alpen (Frans: Alpes Cottiennes; Italiaans: Alpi Cozie) is in ruime zin het deel van de Alpen dat ligt tussen de Maddalenapas (Frans: Col de Larche) en de Col du Mont Cenis. Ze vormen de grens tussen Frankrijk (Hautes-Alpes en Savoie) en Italië (Piëmont). De hoogste berg van de Cottische Alpen is de Monte Viso.
De Cottische Alpen zijn genoemd naar Marcus Julius Cottius uit de 1e eeuw v.Chr.; deze was een vorst der Liguriërs met een beperkt grondgebied in de Alpen. Hij was Romeinsgezind.

## Begrenzing en classificatie
In de internationale SOIUSA-classificatie liggen ten noorden van de Cottische Alpen de Grajische Alpen, ten zuiden ervan de Zee-Alpen, met het massief van Mercantour-Argentera. Ten westen van de Cottische Alpen liggen (van noord naar zuid): het massief van de Arves, de Queyras en het Escreins-massief. De lagere Queyras scheiden het Écrinsmassief van de Cottische Alpen.
In deze classificatie wordt het noordelijk deel van de Cottische Alpen dus gevormd door een deel van het Mont-Cenismassief (Ambin- en Scolette-groepen) en het grootste deel van het Cerces-Thabormassief. Onder meer de Pierre Menue (3506 m), Mont d'Ambin (3373 m), Grand Galibier (3229 m) en Pic du Thabor (3207 m) horen hier in de ruime SOIUSA-definitie tot de Cottische Alpen. De westelijke grens van de Cottische Alpen in het Cerces-Thabor massief wordt door de SOIUSA bij de Col du Galibier gelegd. Ten westen hiervan liggen volgens die definitie de Dauphiné Alpen. Het zuidelijk deel van de Cottische Alpen in deze definitie wordt gevormd door het massief van Chambeyron, met onder meer de Aiguille de Chambeyron (3412 m).
In de SOIUSA-classificatie worden de Cottische Alpen verdeeld in drie deelgebieden:
- Noordelijke Cottische Alpen met de Pierre Menue (3506 m) als hoogste punt
- Centrale Cottische Alpen met de Pic de Rochebrune (3324 m) als hoogste punt
- Zuidelijke Cottische Alpen met de Monviso (3841 m) als hoogste punt

De grenzen tussen de deelgebieden liggen hierbij bij de laagste punten tussen deze massieven: de Col de Montgenèvre en de Col
In een meer strikte (Franse) definitie van de Cottische Alpen behoren het Mont-Cenismassief en het Cerces-Thabormassief niet meer tot de Cottische Alpen en ligt de noordgrens van de Cottische Alpen eerder bij de Col de Montgenèvre en ligt de zuidgrens bij de Agnelpas.

## Verbindingen
In het gebergte zijn een groot aantal bergpassen aangelegd die de verbinding vormen tussen de dalen. De belangrijkste hiervan zijn de Agnelpas, Col d'Izoard, Col de Montgenèvre, Col du Mont Cenis en Col de Vars. De Agnelpas is met zijn 2744 meter hoogte een van de hoogste bergpassen van de Alpen én de allerhoogste geasfalteerde grensovergang van Europa.
In het noorden van de Cottische Alpen werd in 1980 de dertien kilometer lange Fréjustunnel voor verkeer opengesteld die het Italiaanse Bardonecchia met het Franse Modane verbindt. Deze loopt parallel aan de spoortunnel met dezelfde naam die al sinds 1870 in gebruik was.
In het deel van de Cottische Alpen tussen de Col de Montgenèvre en de Agnelpas zijn er geen verbindingen voor het autoverkeer aangelegd. De laagste pasovergang tussen Italië en Frankrijk wordt er gevormd door de Col Lacroix (2299 m) en is alleen geschikt voor wandelaars. Net ten zuiden van de relatief hoge Agnelpas is er met de Col de Longet (2650 m) een iets lagere pas over de hoofdkam van de Alpen. Langs Italiaanse zijde vertrekt deze in hetzelfde dal als de Agnelpas, maar langs de Franse zijde komt deze bergpas uit in de vallei van de Ubaye in plaats van de Queyras.

## Bergtoppen
De belangrijkste bergtoppen van de Cottische Alpen:
| Naam                   | Hoogte | Massief (sottosezione) (SOIUSA) | supergruppo (SOIUSA)                         | Massief (Frans) |
| ---------------------- | ------ | ------------------------------- | -------------------------------------------- | --------------- |
| Monviso                | 3843 m | Zuidelijke Cottische Alpen      | Gruppo del Monviso                           | Cottische Alpen |
| Viso di Vallante       | 3672   | Zuidelijke Cottische Alpen      | Gruppo del Monviso                           | Cottische Alpen |
| Pierre Menue           | 3505   | Noordelijke Cottische Alpen     | Catena Bernauda-Pierre Menue-Ambin           | Mont-Cenis      |
| Aiguille de Chambeyron | 3412   | Zuidelijke Cottische Alpen      | Gruppo del Chambeyron                        | Chambeyron      |
| Bric de Chambeyron     | 3388   | Zuidelijke Cottische Alpen      | Gruppo del Chambeyron                        | Chambeyron      |
| Pics de la Font Sancte | 3387   | Zuidelijke Cottische Alpen      | Catena del Parpaillon                        | Escreins        |
| Rognosa d'Etache       | 3385   | Noordelijke Cottische Alpen     | Catena Bernauda-Pierre Menue-Ambin           | Mont-Cenis      |
| Dents d'Ambin          | 3382   | Noordelijke Cottische Alpen     | Catena Bernauda-Pierre Menue-Ambin           | Mont-Cenis      |
| Rocca d'Ambin          | 3377   | Noordelijke Cottische Alpen     | Catena Bernauda-Pierre Menue-Ambin           | Mont-Cenis      |
| Visolotto              | 3354   | Noordelijke Cottische Alpen     | Gruppo del Monviso                           | Cottische Alpen |
| Pic de Rochebrune      | 3354   | Centrale Cottische Alpen        | Catena Bric Froid-Rochebrune-Beal Traversier | Queyras         |
| Punta Ramiere          | 3324   | Centrale Cottische Alpen        | Catena Bric Froid-Rochebrune-Beal Traversier | Cottische Alpen |
| Mont Chaberton         | 3131   | Noordelijke Cottische Alpen     | Catena Chaberton-Tabor-Galibier              | Cerces-Thabor   |

## Important Bird Area
Het gebied is aangewezen als Important Bird Area door BirdLife International vanwege het belang voor significante populaties van de alpenkraai, oehoe en steenpatrijs.